# Cupedora cassandra
Cupedora cassandra är en snäckart som först beskrevs av Ludwig Pfeiffer 1864.  Cupedora cassandra ingår i släktet Cupedora och familjen Camaenidae. Inga underarter finns listade i Catalogue of Life.